# Landratsbezirk Nidda
Der Landratsbezirk Nidda war ein Landratsbezirk in der Provinz Oberhessen des Großherzogtums Hessen mit Sitz in Nidda. Er bestand von 1821 bis 1832.

## Geschichte

### Entstehung
Im Zuge der Justiz- und Verwaltungsreform von 1821 im Großherzogtum wurden auch auf unterer Ebene Rechtsprechung und Verwaltung getrennt und die Aufgaben der überkommenen Ämter in Landratsbezirken (zuständig für die Verwaltung) und Landgerichtsbezirken (zuständig für die Rechtsprechung) neu organisiert. Der Landratsbezirk Nidda entstand dabei aus:
- dem Amt Nidda
- dem Amt Bingenheim;
- dem Amt Ortenberg
- dem unteren Amt Lißberg
- dem Gericht Widdersheim des Amtes Schotten
- dem Gericht Heuchelheim,
- den gräflich Stolbergisch-Ortenbergischen Dörfern des Amtes Ortenberg und der Stadt Ortenberg,
- dem gräflich Stolberg-Gedernschen Amt Gedern
- dem Kondominat Effolderbach[Anm. 1] und
- dem Patrimonialgericht Geiß-Nidda.

Im Landratsbezirk Nidda bestanden so umfangreich Hoheitsrechte adeliger Familien fort, die sie auch weiter ausübten. Insofern waren hier die staatlichen Hoheitsrechte eingeschränkt.
Die Aufgaben der Rechtsprechung erster Instanz, die die nun aufgelösten Ämtern wahrgenommen hatten, wurden auf die ebenfalls neu gegründeten Landgerichte Nidda und Ortenberg übertragen.
Erster Landrat wurde Wilhelm Georg Ludwig Ouvrier (1791–1854), der bis 1827 amtierte.

### Weitere Entwicklung
1823 wechselte Lindheim aus dem Landratsbezirk Vilbel in den Landratsbezirk Nidda.
1830 wurde der seit 1601 und bis dahin geteilte Ort Gelnhaar im Landratsbezirk Nidda vereinigt. Entstanden war das Kuriosum aus der Realteilung eines Kondominats zwischen der Grafschaft Hanau-Münzenberg, deren Rechtsnachfolger hier das Großherzogtum Hessen war, und der Grafschaft Isenburg. Vor 1830 hatte die Isenburger Hälfte zuletzt zum Landratsbezirk Büdingen gehört, die hessische Hälfte bereits zum Landratsbezirk Nidda.

### Auflösung
In der Gebietsreform 1832 wurden die Landratsbezirke aufgelöst und zu größeren Kreisen zusammengelegt. Deren Zuschnitt wurde kurz darauf mit einer weiteren Verordnung festgelegt. Der Landratsbezirk Nidda ging dabei zusammen mit dem Landratsbezirk Schotten in dem neuen Kreis Nidda auf.